# Дудов, Златан
Златан Теодор Дудов (нем. Slatan Theodor Dudow; 30 января 1903, Цариброд, Болгария (ныне город принадлежит Сербии) — 12 июля 1963, Фюрстенвальде (Шпре)) — немецкий кинорежиссёр, коммунист.

## Биография
Златан Дудов родился в Цариброде 30 января 1903 года в семье железнодорожника Тодора Дудова. В 1918 году вместе с отцом участвовал в забастовке рабочих железных дорог. После смерти отца переехал в Берлин учиться на архитектора.
Однако вскоре Дудов перестал появляться на занятиях: он стал посещать театральные студии и школы, но средств на обучение у него не было. Чтобы скопить денег и прокормиться, Дудов нанялся портовым грузчиком. Осенью 1923 года, располагая необходимой суммой, поступил в драматическую школу Эммануила Райхера. Под видом корреспондента болгарской газеты попал на съёмки «Метрополиса» Фрица Ланга и стал его помощником.
В 1925—1929 годах слушал курс по истории театра в Берлинском университете. Благодаря поддержке профессора Макса Германа плдключился к работе одного из агитпропколлективов, где сделал свои первые постановки. Именно Макс Герман помог своему студенту получить командировку в Москву. Там Златан Дудов познакомился с Сергеем Третьяковым, Владимиром Маяковским, Осипом Бриком, Сергеем Эйзенштейном. Именно эта поездка послужила причиной знакомства Дудова с Бертольтом Брехтом. Дудов так вспоминает об этом:

«…Уже через несколько минут завязался интересный и необыкновенно продуктивный профессиональный разговор. Я изложил ему свои взгляды и был очень удивлён, когда к концу разговора понял, что являюсь горячим приверженцем его дела. Он интересовался мной и моей работой, а когда через четыре часа я покидал его квартиру, он предложил мне работать вместе. У меня было радостное ощущение, что наша совместная работа началась ещё во время разговора».
В 1930 году Дудов снял документальный фильм «В каких условиях живёт берлинский рабочий?». Вскоре после этого он приступил к работе над сценарием, в центре которого была газетная заметка о самоубийстве молодого безработного. При этом юноша выбросился из окна четвёртого этажа, оставив на подоконнике свои часы. Этот жест, факт, отсылавший к социальному статусу и экономическому положению берлинского рабочего, стал одним из ключевых эпизодов будущего фильма. Сценарий заинтересовал Брехта, который пригласил к участию писателя Эрнста Отвальта. Втроём им удалось быстро подготовить основу, и уже в августе 1931 года Дудов снял первые пробы. В работе над фильмом также принял участие композитор Ханс Эйслер. Несмотря на серьёзные финансовые проблемы, «Куле Вампе, или Кому принадлежит мир?» был завершён уже к концу года, а в начале 1932 года его уже смотрела цензурная комиссия. После продолжительных баталий фильм вышел на экраны. Совместная киноработа Дудова, Брехта, Отвальта, Ханнса Эйслера и Эрнста Буша пользовалась огромной популярностью.
Приход к власти в Германии нацистов вынудил Дудова эмигрировать во Францию, где он сотрудничал с поэтом и сценаристом Жаком Превером, режиссёром Рене Клером и композитором Арманом Бернаром. Итогом этого сотрудничества стал фильм «Мыльные пузыри».
Сразу после падения нацистского режима и окончания войны Златан Дудов вернулся в Берлин, где он стал одним из ведущих режиссеров киностудии DEFA, сформировав новый облик немецкого кино, нового зрителя.
Погиб в автомобильной катастрофе 12 июля 1963 года во время съёмок фильма «Кристина». Похоронен на Доротеенштадтском кладбище в Берлине.

## Фильмография
- 1930 — В каких условиях живёт берлинский рабочий / Zeitprobleme: Wie der Berliner Arbeiter wohnt
- 1932 — Куле Вампе, или Кому принадлежит мир? / Kuhle Wampe oder Wem gehört die Welt?
- 1934 — Мыльные пузыри / Seifenblasen
- 1949 — Хлеб наш насущный / Unser täglich Brot
- 1950 — Семья Бентин / Familie Benthin
- 1952 — Женские судьбы / Frauenschicksale
- 1954 — Сильнее ночи / Stärker als die Nacht
- 1956 — Капитан из Кёльна / Der Hauptmann von Köln
- 1959 — Заблуждения любви / Verwirrung der Liebe
- 1963 — Кристина / Christine (незавершённый; реконструирован в 1974 году)